# Melaleuca argentea
Melaleuca argentea (W.Fitzg., 1918) è una pianta appartenente alla famiglia delle Myrtaceae, originaria di Australia settentrionale e Nuova Guinea.
Si tratta di un comune albero che cresce lungo le rive dei fiumi o attorno alle paludi tropicali. Ha una corteccia cartacea e fogliame gocciolante ed è stata oggetto di importanti ricerche scientifiche.

## Descrizione
Melaleuca argentea è una pianta ad alto fusto di 8 metri di altezza ma che può eccezionalmente raggiungere anche i 20 metri.
Le sue foglie sono disposte alternatamente lungo i rami e hanno forma ellittica, diritta o falciforme, di lunghezza tra i 50 e i 130 mm, da 17 a 24 mm di larghezza e una venatura di 9 vene longitudinali. Le foglie mature sono di un colore verde-argenteo pallido e quelle giovani sono soffici, argentee e ricoperte di una soffice peluria. Tritate emettono un odore aromatico
I fiori sono presenti sulla punta dei rami, che continuano a crescere dopo la fioritura anche sugli assi all'estremità della foglia. Le punte contengono da 5 a 20 gruppi di fiori da tre e raggiungono i 30 mm di diametro. I petali sono lunghi fino a 3 mm e cadono con il raggiungimento di una certa età del fiore.
Gli stami sono raggruppati in 5 fasci attorno al fiore con fasci da 7 a 9 stami per fascio. La fioritura avviene nella maggior parte dei mesi dell'anno ed è seguita da frutti legnosi, a forma di coppa a capsula cilindrica di 3–4 mm di diametro disposti in modo sparso lungo i rami.

## Biologia
Il ciclo di vita di questa specie arriva fino a più di 20 anni. Essa genera semi all'età di 6–10 anni e rinasce da incendi ricrescendo da un lignotubero.

## Distribuzione e habitat
Melaleuca argentea cresce nel distretto di Kinberley, nell Australia Occidentale, all'estremità del Territorio del Nord e nel nord del Queensland. Foreste di M. argentea si trovano lungo linee di drenaggio di paludi in nicchie simili alla Melaleuca quinquenervia che esse dislocano nella zona estrema costiera della bioregione dei tropici del Queensland.

## Tassonomia
Melaleuca argentea fu il nome formalmente assegnato nel 1918 da William Fitzgerald nel Journal and Proceedings of the Royal Society of Western Australia dai campioni raccolti presso i fiumi Isdell, Charnley, Fitzroy, Ord, Denham, ecc.

## Conservazione
Melaleuca argentea è classificata dal Dipartimento dei Parchi e della Natura del Governo dell'Australia Occidentale come "non minacciata".

## Usi

### Orticultura
Questo albero, descritto come un «albero bello, gocciolante, dalle foglie argentee», è adatto a zone tropicali e sub-tropicali. Viene utilizzato come albero ornamentale a Brisbane.

### Ricerca scientifica
Sono state intraprese ricerche scientifiche per determinare le caratteristiche di utilizzo dell'acqua da parte della Melaleuca argentea nella regione di Pilbara, nell'Australia Occidentale, cosicché la sua reazione a cambiamenti di livello dell'acqua nel tempo può essere prevista. Sono stati determinati anche schemi del consumo idrico giornaliero e stagionale di questa specie, informazione importante in quanto la vegetazione lungo le rive dei corsi d'acqua protegge la qualità dell'acqua, regola la temperatura della corrente (con l'ombra) e la torbidezza e la stabilità delle rive. Le zone ripariali sono importanti corridoi di vita selvatica e spesso presentano una maggiore biodiversità di quella dell'ecosistema circostante.